# Compagnie de danse Mackinaw
La Compagnie de danse Mackinaw (anciennement L'Ensemble Folklorique Mackinaw) est un organisme spécialisé dans l'apprentissage, la formation, la création, la production ainsi que la diffusion de la danse, se concentrant sur la danse traditionnelle québécoise et internationale. L'organisme est présent sur la scène artistique québécoise et internationale depuis sa création en 1974 à Drummondville, Québec, Canada.

## Histoire
Drummondville, de par sa localisation géographique et son histoire sociale, détient un passé lié au folklore québécois. Vers 1925, un engouement pour la scène, la musique et la danse s'installe à Drummondville dans un contexte de renouveau suivant la Première Guerre mondiale. Les premières troupes de musique et de danse traditionnelles drummondvilloises se forment et se succèdent jusqu'en 1970. Une section locale de la troupe L'Ordre du Bon Temps vers 1946, Les Copains du Sourire en 1959 et Les Forains sont des exemples. 
Vers 1970, la troupe Tovarich est fondée et donne plusieurs spectacles de danse folklorique québécoise et du monde à Drummondville. La troupe L'Alunelul d'Acton Vale est créée trois ans plus tard. En septembre 1974, les deux groupes s'unissent pour former l'Ensemble folklorique Mackinaw.   
Mackinaw est formé du mot écossais « mack » ainsi que du mot « inaw », issu de la langue huronne-wendat. Traditionnellement, la Mackinaw est le nom que porte la veste à carreaux rouge et noire des Canadiens français qui allaient travailler dans les chantiers au XIXe et au XXe siècles. L'organisation est alors dirigée par Patricia Rousseau et Bernard Loiselle.  

### Création et premiers pas (1974-1976)
C'est au Festival des Cantons de Sherbrooke que le groupe offre son premier spectacle en tant que l'Ensemble Folklorique Mackinaw de Drummondville. 
À la fin d'une première année (saison 1974-1975) de formation, l'Ensemble Folklorique Mackinaw a déjà présenté quelques spectacles dans la région du Centre-du-Québec. La compagnie se présente au Centre culturel de Drummondville et à la polyvalente Robert-Ouimet d'Acton Vale. Elle réalise un voyage d'apprentissage de danse hongroise à New York et commencé l'insertion de folklore international (hongrois) dans son répertoire.
Pendant plusieurs années, l'Ensemble se produit sur plusieurs scènes différentes, que ce soit au Centre culturel de Drummondville, à Toronto où aux Jeux olympiques de Montréal. À l'été 1976, la troupe fait une série de spectacles au Québec, dont à Chicoutimi pour le festival des arts populaires de Saguenay et à Port-Cartier.

### Premières présences sur la scène internationale et solidification de la troupe
L'Ensemble Folklorique Mackinaw participe à la compétition de danse hongroise Pontozo jusqu'à se retrouver en final aux États-Unis en septembre 1976, où ils remportent la deuxième place.  
Le premier conseil d'administration de Mackinaw est formé en mars 1977.
Supporté par le Conseil des arts populaires du Canada, le groupe est invité comme représentant québécois et canadien aux Fêtes internationales de la Vigne à Dijon en France. Il gagne le prix coup de cœur du festival. Mackinaw, qui pour la première fois est accompagné de musiciens en temps réel, décide à son retour d'inclure officiellement un volet musical à l'organisation. En 1978, l'organisme se produit à l'édition suivante du festival Pontozo à Toronto, aux Jeux du Commonwealth à Edmonton et au projet « Jeunesse Canada au travail » qui permet la mise sur pied de l'École de danse actuelle. 

### Premier bloc anniversaire (1978-1982)
Au début de la saison de 1978, Mackinaw se lance dans une campagne de recrutement de danseurs. Une dizaine de danseurs rejoignent le groupe. La troupe performe pour des institutions d'envergure ; le Parti québécois à Trois-Rivières en octobre 1978, l'ambassade hongroise à Montréal en novembre 1978 et l'Institut Canadien de Québec en mars 1979. Le groupe donne un spectacle conjoint avec la troupe La Valmongeoise au Cégep de Trois-Rivières en mai 1979. L'organisme se prépare pour le spectacle annuel qui est présenté du 9 au 11 novembre au Centre culturel de Drummondville. 
À la suite des festivités entourant 5e anniversaire du groupe, la troupe prend un virage administratif et crée un poste de direction générale rémunéré. En 1980, Mackinaw participe à la finale nord-américaine de la compétition de danse hongroise Pontozo à Toronto et y remporte le premier prix pour sa qualité d'interprétation artistique. À l'été 1980, une vingtaine de danseurs sont sélectionnés pour une tournée en Saskatchewan. 
L'année suivante, l'École de danse de Mackinaw est créée et offre une structure permanente d'apprentissage au sein de la troupe. En arrière-plan, à la suite de plusieurs visites à l'étranger et participations à des festivals d'envergure, Mackinaw envisage la création d'un événement culturel similaire dans la région de Drummondville. Le spectacle annuel de 1981 marie le théâtre et la danse en présentant des pièces d'Europe de l'est et du Québec du 17e et 18e siècles chorégraphiées par Normand Legault. Le spectacle remis en vente en avril 1982 pour une deuxième série de spectacles.

### Le Festival (1982-1985)
Le Gouvernement du Québec offre une subvention qui permet à l'organisme de mettre enfin sur pied le projet du Festival Mondial de folklore de Drummondville. La première édition est inaugurée en juillet 1982 à Drummondville. C'est alors le plus grand évènement du genre en Amérique du Nord avec un budget dépassant les 200 000 $. L'École de danse de Mackinaw s'agrandit : c'est la formation de l'équipe de relève en septembre 1982, équipe qui prépare les jeunes danseurs à la troupe de spectacle (la troupe experte). La troupe de jeune pour sa part (avant la troupe de relève) est créée en février 1984.

### Les années d'or (1985-2000)
Mackinaw rayonne entre les années 1985 et 2000. Le Festival Mondial du Folklore (Mondial des cultures) revient annuellement. La troupe participe à de nombreuses tournées internationales, dont en Tunisie, en France, en Hongrie, en Corée du Sud, etc. Au Québec, le groupe créée plusieurs productions d'envergure, dont Casse-Noisette, Maria Chapdelaine, Les saisons de Mackinaw, etc. 

### Nouvelle vague (2000-2010)
L'ascendance de la pratique de performance de genre virtuose mise sur pied culturellement en grande partie grâce à la troupe irlandaise Riverdance teinte les pratiques artistiques des troupes de folklore à travers le monde et Mackinaw n'y échappe pas. Le Festival Mondial du Folklore de Drummondville est aussi renommé pour le Mondial des Cultures de Drummondville . 
En 2001, la troupe est dirigée par Caroline Saint-Martin. Une nouvelle production intitulée Mc Kina est présentée au Centre culturel de Drummondville. Le groupe s'envole ensuite pour l'Europe et se produit entre autres au Festival international des Pyrénées en Espagne et au Festival de Billingham en Angleterre.  
L'horaire annuel de Mackinaw est maintenant bien défini, comptant désormais trois groupes à l'école de danse (6-12 ans), la troupe de jeunes (12-14 ans), la troupe de relève (14-16 ans), la troupe de spectacle (16 ans et plus) ainsi qu'un groupe récréatif pour adulte. Chaque automne, la démarche artistique est présentée aux membre de l'organisme et aux danseurs. Ceux-ci pratiquent toute l'année en vue d'un spectacle annuel au printemps et d'une tournée à l'été en plus du Mondial des Cultures. Plusieurs contrats corporatifs sont aussi sélectionnés au cours de l'année. 

### Depuis 2010
Mackinaw vit quelques difficultés financières durant la décennie 2010 en raison de manques de subventions, de problèmes administratifs et de défis en lien aux ressources humaines. Plusieurs directions dont artistique, générale, musicale et le conseil d'administration change énormément et ce parfois dans la même année. Cela crée une vague de confusion dans les différentes démarches artistiques empêchant les interprètes de bien comprendre le processus créatif de l'organisme durant des années. Plusieurs membres quittent et reviennent au sein de la troupe ; des liens forts sont donc difficiles à former en raison de ces contraintes.  
En 2017, le Mondial des Cultures de Drummondville prend fin par manque de fonds, de subventions et de gestion adéquate. C'est un gros coup pour Mackinaw qui comptait majoritairement sur la présence médiatique du festival pour recruter de nouveaux et futurs danseurs, mais aussi comme une source de revenu annuel substantiel pour l'Ensemble. 
Après quelques années de transition, un nouveau directeur artistique et un conseil d'administration plus solide se met sur pied. La situation financière de l'organisme se stabilise. La Compagnie de danse Mackinaw s'oriente dans une démarche artistique à caractère plus contemporain dans le but d'attirer un public varié. 

## Projets marquants

### Racines aux pieds carrés
Mackinaw organise et participe à plusieurs éditions du spectacle Racines aux pieds carrés. Il s'agit d'un spectacle présenté à l'Université du Québec à Montréal regroupant plusieurs groupes de danse traditionnelle québécoise comme Les Chamaniers de Saint-Hyacinthe, Les Mutins de Longueuil, Les Éclusiers de Lachine et plusieurs autres. La dernière édition a lieu en 2011.

### Spectacle Casse-Noisette selon Mackinaw
Le spectacle Casse-Noisette selon Mackinaw est une adaptation folklorique du ballet Casse-Noisette. Regroupant 70 danseurs sur scène, le spectacle assure des retombées financières dans la communauté drummondvilloise, notamment au Comptoir alimentaire Drummond et à la Tablée populaire. 

### Spectacle Nos héroïnes
En 1987, Mackinaw présente une production basée sur le livre Maria Chapdelaine de Louis Hémon. Elle présente d'autres personnages féminins, comme Marie Calumet (Québec), les brodeuses (Hongrie) et la Vierge noire Czestochowa (Pologne). Il est présenté au Centre culturel de Drummondville. 

### Spectacle Gigue de rue
Durant la pandémie de COVID-19, Mackinaw propose une production extérieure et mobile présentant des tableaux de gigue québécoise. Les interprètes dansent sur des planches de bois et respectent la distanciation sociale. C'est le public qui choisit l'ordre des chorégraphies présentées durant le spectacle. Le groupe donne ce spectacle à Drummondville et ailleurs au Québec, comme au Festival des arts de Saint-Sauveur et au GibFest de Sorel-Tracy.

### Collaborations
Mackinaw collabore avec des artistes professionnels en patrimoine vivant, comme Normand Legault, Pierre Chartrand, Michel Faubert, La Bottine Souriante, Yaëlle Azoulay, Jonathan C.-Rousseau, Monik Vincent, Jean Léger, Emily Kleinkopf Hatch, Gary Larsen et Benoît Bourque.

### Recherches ethnographiques
L’ethnologue et danseur Normand Legault a publié une étude ethnographique intitulée La danse traditionnelle dans le Bas-St-François en 1987 en collaboration avec Pierre Chartrand et la Société d’histoire de Drummondville. C'est Mackinaw qui avait demandé et guidé le travail fait par Normand Legault qui collecte les danses traditionnelles des régions de Saint-François-du-Lac, Saint-Elphège, Saint-Nicéphore, L’Avenir, Lefebvre, Saint-Félix-de-Kingsey et Durham-Sud.